# Bernat Vivancos i Farràs
Bernat Vivancos i Farràs (Barcelona, 1973) és un compositor català i professor de composició i d'orquestració de l'ESMUC, des de l'any 2003. Fill de família de músics, va formar part de l'Escolania de Montserrat. Després va completar els seus estudis de piano i composició amb Maria Canals i David Padrós a Barcelona. Posteriorment es va traslladar a la capital francesa, per estudiar composició, orquestració i anàlisi musical amb diversos professors al Conservatori Nacional Superior de Música i Dansa de París. L'any 2000 es produeix un punt d'inflexió en la seva carrera, amb el descobriment de la música del compositor noruec Lasse Thoresen, que el porta a traslladar-se a Oslo per ampliar estudis amb ell. Aquesta etapa marca la seva trajectòria musical a partir d'aquell moment. La seva música es caracteritza per ser rica en colors i textures, combinant la modalitat de la tradició occidental amb la recerca de l'espiritualitat basada en una inspiració harmònica espectral.
L'any 2007 fou nomenat director musical de l'Escolania de Montserrat, càrrec que ocupà fins al 2014. Fou el compositor convidat de la temporada 2014-2015 del Palau de la Música Catalana juntament amb Arvo Pärt.
Entre els anys 2012 i 2013 escriu Requiem, obra per a cor i ensemble la s'enregistrà el Cor de la Ràdio de Letònia el 2015. L'estructura de l'obra es basa en tres grans blocs: vida, mort i llum.
Durant l'any 2019 ha realitzat col·laboracions amb cantants pop internacionals, com és el cas de Rosalía, la qual en la gala dels Premis Goya cantà un arranjament del tema Me quedo contigo de Los Chunguitos acompanyada pel Cor Jove de l'Orfeó Català. També ha col·laborat amb la cantant Jennifer Lopez en els arranjaments corals de la cançó Limitless de la gira americana iniciada el 7 de juny de 2019 amb el títol It's my party: a life celebration.
El 2023 els cors infantils de l'Escolania de Montserrat i el Cor Veus de Granollers li estrenen Missa per la pau per a dues corals de veus blanques, orgue i percussió. L'obra conté textos propis de la missa en llatí com el Kyrie, Gloria, Sanctus i Agnus Dei barrejats amb altres com el Salm 65, el Parenostre en català i la cançó popular ucraïnesa Цвіте терен (Floreixen les espines).

## Discografia
- Journées de la composition 2004. Recopilatori. Orchestre des Lauréats du Conservatoire; Jerôme Laran, saxo; Dominique My, dir. CNSMDP - Conservatoire national supérieur de musique et de danse de Paris (2004)
- Blanc - Latvian Radio Choir dirigit per Sigvards Klava (Neu Records, 2011)
- In Montibus Sanctis (Escolania de Montserrat, 2014)
- Requiem - Latvian Radio Choir dirigit per Sigvards Klava (Neu Records, 2016)